# Piper PA-24 Comanche
Il Piper PA-24 Comanche è un aereo da turismo progettato e prodotto dalla statunitense Piper Aircraft. Il PA-24 è un aereo monomotore ad ala bassa con struttura interamente metallica in semi-monoscocca, carrello triciclo retraibile e capacità di trasportare fino a 6 persone.

## Sviluppo
Il Piper PA-24 è stato sviluppato da un progetto di Al Mooney, al quale William T. Piper aveva richiesto un aiuto per lo sviluppo di un aereo da turismo che potesse competere con il Beechcraft Bonanza. Mooney sviluppò un aereo a struttura interamente metallica dotato di stabilatori e carrello d'atterraggio retrattile.  Il primo volo di uno dei due prototipi assemblati è stato compiuto dallo stabilimento Piper di Lock Haven il 24 maggio 1956, mentre il primo volo di un esemplare di produzione è avvenuto il 27 settembre 1957. I primi PA-24 erano dotati di un Lycoming O-360-A1A da 180 hp e di un'elica bipala.
Nel 1958 entrò in produzione la variante PA-24-250 dotata di un  Lycoming O-540-A1A5. Il prezzo di un PA-24-180 era di circa 18 000 $ e quello di un PA-24-250 di circa 21 250 $, più economici rispetto ai Beechcraft Bonanza. Nel 1963 iniziò la produzione del Piper PA-30, un aereo da turismo bimotore derivato dal PA-24 con due Lycoming O-320. A partire dalla metà degli anni '60 entrarono in produzione la versione PA-24-260, con un motore Lycoming O-540 da 260 hp, e la versione PA-24-400, con un motore Lycoming IO-720 da 400 hp.
Nel 1972 un'alluvione causata dall'uragano Agnes danneggiò lo stabilimento di Lock Haven in cui erano prodotti i PA-24. Piper decise di interrompere la produzione del PA-24 e di focalizzarsi sul Piper PA-28R-200 e sul Piper PA-34 Seneca, due modelli da poco entrati in commercio.

## Versioni
- PA-24-180: prima versione prodotta, dotata di un motore Lycoming O-360-A1A da 180 hp, flap manuali, capacità di 230 l di carburante,  peso massimo al decollo di 1 155 kg e prodotta in 1 143 esemplari tra il 1957 e il 1964.[4]
- PA-24-250: versione con peso massimo al decollo di 1 270 kg con un Lycoming O-540-A1A5 o un Lycoming IO-540-A1A5 da 250 hp, dal 1961 disponibile anche con serbatoi ausiliari da 110 l, dal 1962 disponibile anche con flap ad azionamento elettrico. Prodotta in 2 537 esemplari tra il 1958 e il 1963.[4][5]Un PA-24-250

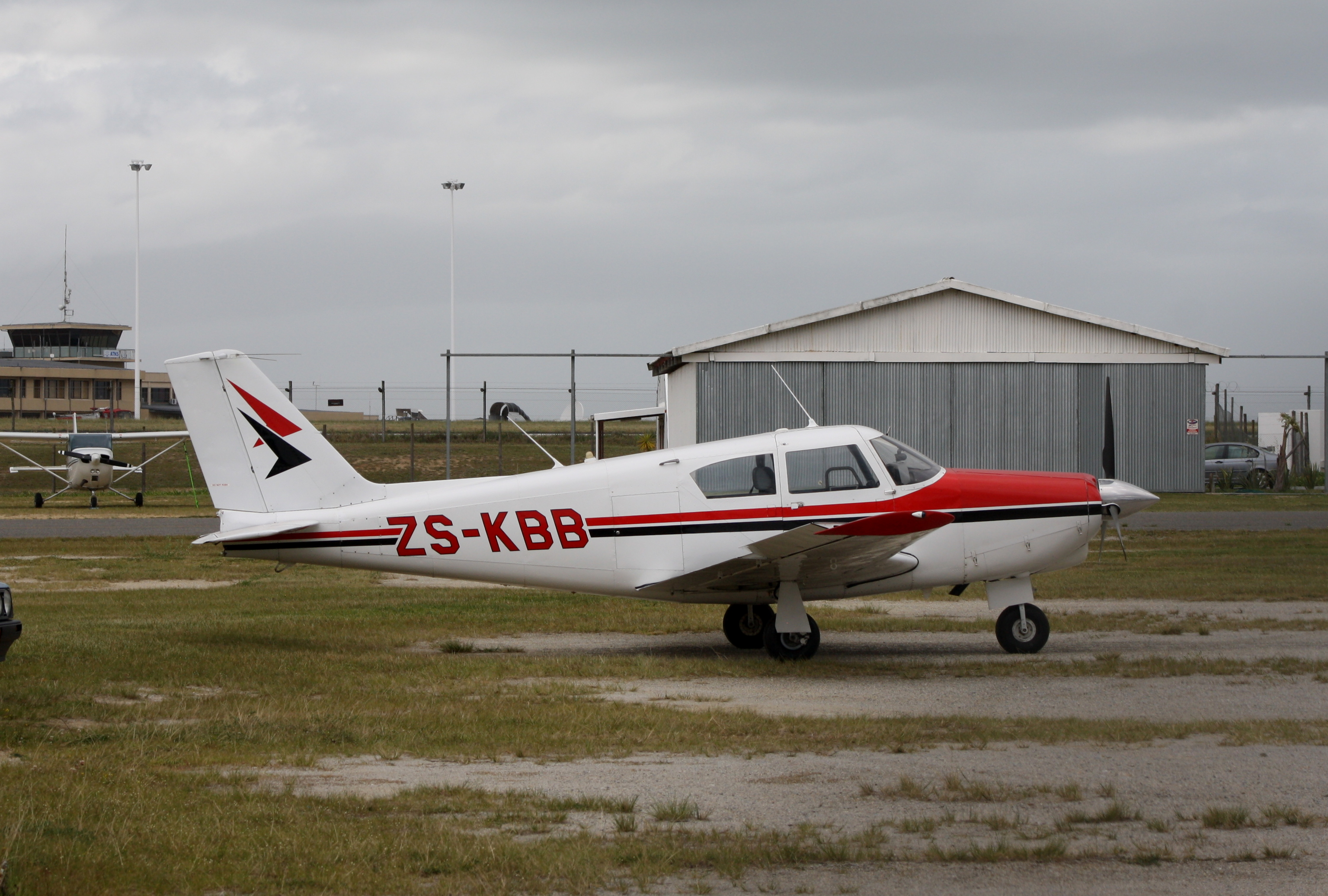
Un PA-24-250

- PA-24-260: versione con peso massimo al decollo di 1 300 kg, nuova elica e serbatoi ausiliari prodotta a partire dal 1965[4] in 1 029 esemplari di tutte le versioni.[6]
- PA-24-260B: versione con capacità di 6 persone e tre finestrini per lato e peso massimo al decollo di 1 405 kg prodotta tra il 1966 e il 1968.[4]
- PA-24-260C: versione con carenatura modificata e peso massimo al decollo di 1 450 kg prodotta a partire dal 1969.[4]
- PA-260TC: versione con un Lycoming IO-540-R1A5 turbocompresso prodotta tra il 1970 e il 1972.[6]
- PA-24-300: prototipo di PA-24 con un motore Lycoming da 300 hp prodotto in un unico esemplare nel 1967.[7]
- PA-24-380: versione prodotta in due prototipi con un Lycoming IO-720-A1A da 380 hp e un'elica tripala, evoluto nella versione PA-24-400.[7]
- PA-24-400: versione con un motore a 8 cilindri Lycoming IO-720-A1A, elica tripala, serbatoi ausiliari per una capacità di carburante totale di 490 l e peso massimo al decollo di 1 630 kg prodotta tra il 1964 e il 1966 in 148 esemplari.[4]
- PA-33: PA-24-260 modificato da Swearingen con cabina pressurizzata e carrello del Piper PA-30 che ha volato per la prima volta l'11 marzo 1967 e che è stato perso in un incidente nel maggio dello stesso anno.[7]